# مسابقات جهانی ژیمناستیک هنری ۱۹۷۴
مسابقات جهانی ژیمناستیک هنری ۱۹۷۴ هجدهمین دوره مسابقات جهانی ژیمناستیک هنری است که در وارنا، بلغارستان از ۲۰ تا ۲۷ اکتبر ۱۹۷۴ میلادی برگزار شده است.

## جدول مدال‌ها
| رتبه | کشور               | طلا | نقره | برنز | مجموع |
| ۱    | اتحاد جماهیر شوروی | ۶   | ۱۰   | ۵    | ۲۱    |
| ۲    | ژاپن               | ۵   | ۱    | ۴    | ۱۰    |
| ۳    | آلمان شرقی         | ۱   | ۲    | ۲    | ۵     |
| ۴    | مجارستان           | ۱   | ۰    | ۱    | ۲     |
| 5=   | رومانی             | ۱   | ۰    | ۰    | ۱     |
| 5=   | آلمان غربی         | ۱   | ۰    | ۰    | ۱     |
| ۷    | لهستان             | ۰   | ۰    | ۲    | ۲     |
| 8=   | بلغارستان          | ۰   | ۰    | ۱    | ۱     |
| 8=   | چکسلواکی           | ۰   | ۰    | ۱    | ۱     |